# Роберто Гальярдіні
Роберто Гальярдіні (італ. Roberto Gagliardini, нар. 7 квітня 1994, Бергамо) — італійський футболіст, півзахисник «Монци» і національної збірної Італії.

## Клубна кар'єра
Народився 7 квітня 1994 року в місті Бергамо. Вихованець академії місцевої «Аталанти». 2013 року залучався до складу основної команди клубу і навіть дебютував у її складі в ігрі на Кубок Італії. Проте тренерський штаб «Аталанти» вирішив за краще дати молодому гравцеві можливість отримати регулярну ігрову практику на рівні Серії B, де Гальярдіні протягом 2014—2015 років на умовах оренди грав за «Чезену», «Спецію» і «Віченцу».
На початку 2016 року повернувся до «Аталанти», де із сезону 2016/17 почав регулярно отримувати іровий час в матчах Серії A. 
У січні 2017 року молодий грвець перейшов до міланського «Інтернаціонале» на умовах дворічної оренди з наступим обов'язковим викупом за 20 мільйонів євро. Швидко став гравцем основного складу «чорно-синіх». Загалом відіграв за «чорно-синіх» шість з половиною сезони. За цей час провів 190 ігор усіх турнірів, у яких забив 16 голів.
7 липня 2023 року гравець, контракт якого з «Інтером» добіг завершення, на правах вільного агента уклав однорічний контракт з «Монцею».

## Виступи за збірні
2014 року дебютував у складі юнацької збірної Італії (U-20), загалом на юнацькому рівні взяв участь у 5 іграх, відзначившись 2 забитими голами.
Протягом 2015–2017 років залучався до складу молодіжної збірної Італії. На молодіжному рівні зіграв у 6 офіційних матчах.
У березні 2017 року дебютував в офіційних матчах у складі національної збірної Італії. Протягом двох сезонів провів шість матчів за національну команду, а свою останню, сьому, гру за італійців провів 2020 року.

## Статистика виступів

### Статистика клубних виступів
Станом на 20 серпня 2023 року
| Сезон                      | Команда                    | Чемпіонат                  | Чемпіонат | Чемпіонат | Національний кубок | Національний кубок | Національний кубок | Континентальні кубки | Континентальні кубки | Континентальні кубки | Інші змагання | Інші змагання | Інші змагання | Усього | Усього |
| Сезон                      | Команда                    | Ліга                       | Ігор      | Голів     | Ліга               | Ігор               | Голів              | Ліга                 | Ігор                 | Голів                | Ліга          | Ігор          | Голів         | Ігор   | Голів  |
| -------------------------- | -------------------------- | -------------------------- | --------- | --------- | ------------------ | ------------------ | ------------------ | -------------------- | -------------------- | -------------------- | ------------- | ------------- | ------------- | ------ | ------ |
| 2013-січ. 2014             | «Аталанта»                 | A                          | 0         | 0         | КІ                 | 1                  | 0                  | -                    | -                    | -                    | -             | -             | -             | 1      | 0      |
| січ.-черв. 2014            | «Чезена»                   | B                          | 19+2      | 1+0       | КІ                 | -                  | -                  | -                    | -                    | -                    | -             | -             | -             | 21     | 1      |
| 2014–15                    | «Спеція»                   | B                          | 14        | 1         | КІ                 | 0                  | 0                  | -                    | -                    | -                    | -             | -             | -             | 14     | 1      |
| 2015-січ. 2016             | «Віченца»                  | B                          | 16        | 1         | КІ                 | 3                  | 0                  | -                    | -                    | -                    | -             | -             | -             | 19     | 1      |
| січ.-черв. 2016            | «Аталанта»                 | A                          | 1         | 0         | КІ                 | -                  | -                  | -                    | -                    | -                    | -             | -             | -             | 1      | 0      |
| 2016-січ. 2017             | «Аталанта»                 | A                          | 13        | 0         | КІ                 | 1                  | 0                  | -                    | -                    | -                    | -             | -             | -             | 14     | 0      |
| Усього за «Аталанту»       | Усього за «Аталанту»       | Усього за «Аталанту»       | 14        | 0         |                    | 2                  | 0                  |                      | -                    | -                    |               | -             | -             | 16     | 0      |
| січ.-черв. 2017            | «Інтернаціонале»           | A                          | 18        | 2         | КІ                 | 1                  | 0                  | ЛЄ                   | -                    | -                    | -             | -             | -             | 19     | 2      |
| 2017–18                    | «Інтернаціонале»           | A                          | 30        | 0         | КІ                 | 2                  | 0                  | -                    | -                    | -                    | -             | -             | -             | 32     | 0      |
| 2018–19                    | «Інтернаціонале»           | A                          | 19        | 5         | КІ                 | 2                  | 0                  | ЛЧ+ЛЄ                | -                    | -                    | -             | -             | -             | 21     | 5      |
| 2019–20                    | «Інтернаціонале»           | A                          | 24        | 4         | КІ                 | 0                  | 0                  | ЛЧ+ЛЄ                | 4+4                  | 0                    | -             | -             | -             | 32     | 4      |
| 2020–21                    | «Інтернаціонале»           | A                          | 28        | 3         | КІ                 | 1                  | 0                  | ЛЧ                   | 4                    | 0                    | -             | -             | -             | 33     | 3      |
| 2021–22                    | «Інтернаціонале»           | A                          | 18        | 2         | КІ                 | 1                  | 0                  | ЛЧ                   | 5                    | 0                    | СІ            | 0             | 0             | 24     | 2      |
| 2022–23                    | «Інтернаціонале»           | A                          | 19        | 0         | КІ                 | 3                  | 0                  | ЛЧ                   | 6                    | 0                    | СІ            | 1             | 0             | 29     | 0      |
| Усього за «Інтернаціонале» | Усього за «Інтернаціонале» | Усього за «Інтернаціонале» | 156       | 16        |                    | 10                 | 0                  |                      | 23                   | 0                    |               | 1             | 0             | 190    | 16     |
| 2023–24                    | «Монца»                    | A                          | 1         | 0         | КІ                 | 1                  | 0                  | -                    | -                    | -                    | -             | -             | -             | 2      | 0      |
| Усього за кар'єру          | Усього за кар'єру          | Усього за кар'єру          | 222       | 19        |                    | 16                 | 0                  |                      | 23                   | 0                    |               | 1             | 0             | 262    | 19     |

### Статистика виступів за збірну
| Дата       | Місто          | Господарі  | Результат | Гості              | Турнір                               | Голи | Примітки |
| ---------- | -------------- | ---------- | --------- | ------------------ | ------------------------------------ | ---- | -------- |
| 28-3-2017  | Амстердам      | Нідерланди | 1 – 2     | Італія             | товариський матч                     | -    | 37'      |
| 6-10-2017  | Турин          | Італія     | 1 – 1     | Північна Македонія | Відбір до ЧС 2018                    | -    | 75'      |
| 9-10-2017  | Шкодер (місто) | Албанія    | 0 – 1     | Італія             | Відбір до ЧС 2018                    | -    |          |
| 27-3-2018  | Лондон         | Англія     | 1 – 1     | Італія             | товариський матч                     | -    | 79'      |
| 7-9-2018   | Болонья        | Італія     | 1 – 1     | Польща             | Ліга націй УЄФА 2018-2019 - 1-й етап | -    |          |
| 20-11-2018 | Генк           | Італія     | 1 – 0     | США                | товариський матч                     | -    | 76'      |
| 11-11-2020 | Флоренція      | Італія     | 4 – 0     | Естонія            | товариський матч                     | -    |          |
| Усього     |                | Матчів     | 7         |                    | Голів                                | 0    |          |

| Дата      | Місто                     | Господарі | Результат | Гості     | Турнір                         | Голи | Примітки |
| --------- | ------------------------- | --------- | --------- | --------- | ------------------------------ | ---- | -------- |
| 12-8-2015 | Телкі                     | Угорщина  | 0 – 0     | Італія    | Товариський матч               | -    | 60'      |
| 10-8-2016 | Сан-Бенедетто-дель-Тронто | Італія    | 0 – 0     | Албанія   | Товариський матч               | -    | 75'      |
| 18-6-2017 | Краків                    | Данія     | 0 – 2     | Італія    | Молодіжне Євро-2017 - 1-й етап | -    |          |
| 21-6-2017 | Тихи                      | Чехія     | 3 – 1     | Італія    | Молодіжне Євро-2017 - 1-й етап | -    | 75'      |
| 24-6-2017 | Краків                    | Італія    | 1 – 0     | Німеччина | Молодіжне Євро-2017 - 1-й етап | -    |          |
| 27-6-2017 | Краків                    | Італія    | 1 – 3     | Іспанія   | Молодіжне Євро-2017 - півфінал | -    | 50', 58' |
| Усього    |                           | Матчів    | 6         |           | Голів                          | 0    |          |

## Титули і досягнення
- Чемпіон Італії (1):

«Інтернаціонале»: 2020–21
- Володар Кубка Італії (2):

«Інтернаціонале»: 2021–22, 2022–23
- Володар Суперкубка Італії (2):

«Інтернаціонале»: 2021, 2022